# Фрейшианда
Фрейшианда (порт. Freixianda) — район (фрегезия) в Португалии, входит в округ Сантарен. Является составной частью муниципалитета Оурен. По старому административному делению входил в провинцию Бейра-Литорал. Входит в экономико-статистический субрегион Медиу-Тежу, который входит в Алентежу. Население составляет 2792 человека на 2001 год. Занимает площадь 30,16 км².
Покровителем района считается Дева Мария (порт. Nossa Senhora da Luz).

## История
Район основан в 1304 году